# 北美足球錦標賽
北美足球錦標賽（NAFC Championship），或稱北美國家盃（North American Nations Cup）是一項已經停辦的足球錦標賽，由北美足球聯會主辦給予北美洲地區的國家參與。北美足球錦標賽曾經分兩個階段舉辦過，第一階段為1947年至1949年；第一階段為1990年至1991年。1947年及1949年有美國、墨西哥及古巴三國參與。闊別41年後，北美洲足球聯盟於1990年再次主辦北美足球錦標賽，參賽球隊有美國、墨西哥及古巴三國參與。中北美洲及加勒比海足球總會於1991年主辦美洲金盃正式取代北美足球錦標賽。

## 歷屆賽事
| 年份      | 主辦國 |          | 最終小組排名 | 最終小組排名 | 最終小組排名 |
| 年份      | 主辦國 | 冠軍     | 亞軍         | 季軍         |              |
| 1947 詳細 | 古巴   | · 墨西哥 | · 古巴       | · 美国       |              |
| 1949 詳細 | 墨西哥 | · 墨西哥 | · 美国       | · 古巴       |              |
|           |        |          |              |              |              |
| 1990 詳細 | 加拿大 | · 加拿大 | · 墨西哥     | · 美国       |              |
| 1991 詳細 | 美國   | · 墨西哥 | · 美国       | · 加拿大     |              |